# Potok pri Komendi
Potok pri Komendi je naselje v Občini Komenda Vas je dobila ime po potoku Reki ( V Komendi mu rečemo Brnik ) ki teče skozi vas.